# تشابلين
تشابلين هي بلدة من النمط المدني تقع في دنيبروبتروفسك أوبلاست، أوكرانيا. يبلغ عدد سكانها حوالي 3،655 بحسب إحصاء عام 2021.